# Crateús
Crateús é um município brasileiro do estado do Ceará, na Região Nordeste. Uma das cidades mais importantes e antigas do estado e de toda a Região Nordeste do Brasil. Está localizada na região oeste do Ceará, sendo a sede da Região de Planejamento dos Sertões de Crateús e da Região Metropolitana de Crateús (projeto de lei em trâmite na Assembleia legislativa), a qual é composta por 14 (quatorze) municípios e tem população estimada em 363.610 habitantes de acordo com o censo demográfico de 2022 do Instituto Brasileiro de Geografia e Estatística (IBGE). Todavia, somente o município crateopolitano é o décimo quinto mais populoso do estado do Ceará com 72 853 habitantes.
O município constitui-se numa cidade de expressiva importância regional, destacando-se na produção e comercialização de produtos rurais, tais como a pecuária e a grande produção de grãos no rico vale do Rio Poti que geograficamente corta a região da Serra Grande, fator que associado ao seu posicionamento geográfico estratégico no oeste do Estado do Ceará e a leste do Estado do Piauí, o que lhe confere a condição de se consolidar como grande polo comercial tanto para o Ceará como para Piauí, já que é o maior centro populacional, cultural, econômico e comercial entre ambos, fator que impulsiona o escoamento de toda a produção regional. Por meio dessas potencialidades, Crateús assume a postura de Capital regional, já que, por além de ser uma economia em ascensão no interior nordestino, é também um centro universitário em expansão, e tem o maior centro de saúde dos Sertões de Crateús. Características que consolidam o município como Capital do Oeste Cearense, como é popularmente conhecida.
Crateús já foi um dos maiores produtores de biocombustíveis do país e todavia da região Nordeste, com uma produção de 118.800 m³ de biodiesel por ano segundo a companhia Brasil Ecodiesel,. A cidade também sedia uma unidade do Exército Brasileiro (40º BI - Batalhão de infantaria) e a base regional do SAMU e abriga a Reserva Natural Serra das Almas. e o Parque Estadual do Cânion Cearense do Rio Poti. Seu clima é tipicamente tropical, com uma temperatura média de 25,4 graus Celsius e com uma altitude de 90 metros, chegando até os 274 metros nas áreas mais altas ou seja nas regiões montanhosas e acima da Serra Grande. O município está localizado a 350 km da capital, Fortaleza, o acesso rodoviário é feito por rodovias estaduais e pelas BR-226 e BR-020 (Rodovia Brasília–Fortaleza). também conectando-se pela Ferrovia Transnordestina atualmente utilizada e gerida pela FTL. Responsável pelo transporte ferroviário de cargas no Estado do Ceará e na região Nordeste
Segundo a Revista Exame, Crateús está entre as cinquenta melhores cidades do interior para se morar. O município é conhecido internacionalmente por ter sido "a cidade que prendeu a santa", pelo Litígio de limites entre Ceará e Piauí, por ter revidado a passagem da Coluna Prestes pela cidade em 1926, e por ter registrado 12 ºC em 13 de fevereiro de 1963. a menor temperatura mínima do Ceará. pelo fato de ter pertencido ao Estado do Piauí durante Império do Brasil, por abrigar o Parque Estadual do Cânion Cearense do Rio Poti, e a Reserva Natural Serra das Almas, por estar situada no sopé da Serra grande (Serra da Ibiapaba).

## Simbologia

### Derivação
A origem do topônimo "Crateús" vem do tupi ou tapuia (Kariri), podendo significar:
- tupi: cará (batata) e teú (lagarto);[33]
- kariri: kará (peixe) te (terra) e ús (Povo)[34] ou ainda composta de kra ("seco") mais té, formou kraté ("coisa seca" ou "lugar seco") e yú (muito freqüente) formando "lugar freqüente muito seco" us  ("povo" ou "tribo") ou ainda se referindo-se a karatiús ou karatís (índios nativos da região ) o que viria a ser "índios da tribo karati".[35]

Crateús (AFI: [kɾateˈus]) (localmente [kɾateˈuus ou kɾateˈuis]) e pronuncia-se: kra·te·us, também pondendo ser pronunciada como kra-te-uis. durante a pronuncia do nome do município é corriqueiro que o pronunciante cometa equivocadamente a pronuncia "crateus" esquecendo-se do acento agudo sobre a letra 'U' (de tal: Ú), este acento é um sinal gráfico usado para indicar a sílaba tônica com som aberto em determinadas palavra.
Sua denominação original era "Fazenda Piranhas" (nominação dada à fazenda de propriedade de dona Ávila Pereira, devido à abundância desse peixe na região), depois elevado a categoria de vila com o "Príncipe Imperial do Piauí".

### Bandeira
A Bandeira de Crateús é um dos símbolos oficiais deste município, com proporção de largura-comprimento de 7:10. Consiste em três faixas horizontais nas cores amarelo, branco e verde, e no centro está o brasão municipal.  A cor amarela e simboliza as riquezas do município (na época de sua criação, principalmente o arroz, cuja casca, por sinal, é de cor amarelada). A cor branca representa no centro da bandeira e onde se situa grande parte do brasão simboliza a paz, harmonia e prosperidade. Já a cor verde faz alusão às matas crateuenses, à época mais abundantes e à Mata Atlântica na Serra Grande.

### Brasão
O Brasão de Armas de Crateús faz referência às riquezas e as belezas do município, como a Serra da Ibiapaba e o Vale do Rio Poti que outrora alavancaram a economia da cidade com grandes produções rurais na agricultura e na pecuária e também nas lavouras de milho e feijão, nos ricos vales da região.
O uso do Brasão de Armas de Crateús é obrigatório na Prefeitura Municipal e na Câmara de Vereadores, sendo, portanto, utilizado nos papéis oficiais dos poderes Executivo e Legislativo (documentos, papel de correspondências, convites e publicações oficiais).

## História

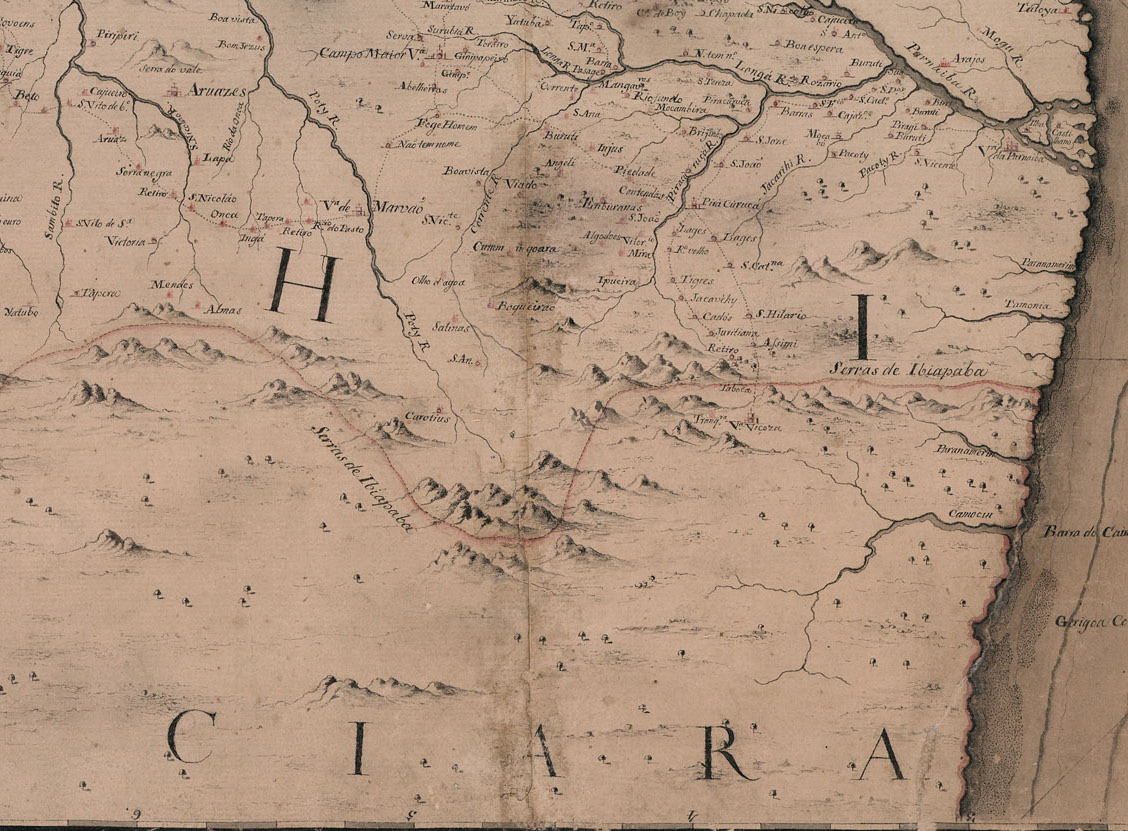
Detalhe do mapa de Antonio Galuci (1761), no qual destaca-se Crateús fazendo parte do Piauí

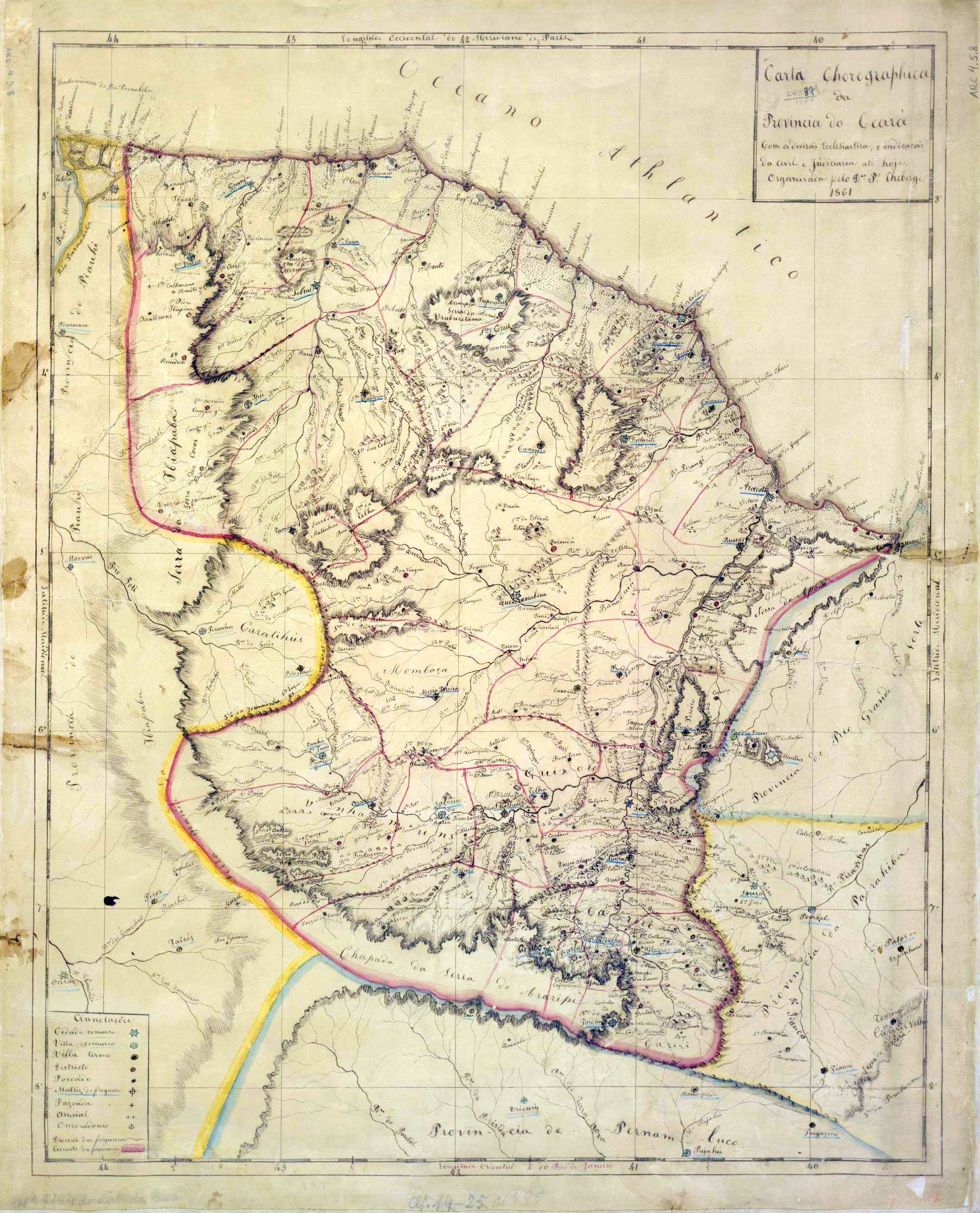
Ceará de 1861 sem a região de Príncipe Imperial (atual Crateús)

As terras de Crateús, ao sul da Serra da Ibiapaba (Serra Grande) e às margens do rio Poti, eram habitadas pelos índios Karatis, antes da chegada dos portugueses e bandeirantes no século XVII.
Em 1721 o vale de Crateús fora comprado por D. Ávila Pereira Passos, pelo preço de quatro mil cruzados. A posse dessas terras lhe foi dada na Fazenda Lagoa das Almas, 18 quilômetros ao sudoeste da Vila Príncipe Imperial (hoje cidade de Crateús), na margem esquerda do Riacho do Gado, que deságua no Rio Poti.
Com o sucesso da economia do mercantilismo, a vila piauiense de Piranhas destaca-se como entreposto comercial comunicando o Ceará e o Piauí, devido ao acidente geográfico (boqueirão) entre a Serra Grande  e a de Ibiapaba, facilitando o tráfego entre os dois estados.
A vila Príncipe Imperial integrou o estado do Piauí até o ano de 1880, quando foi anexada ao território do Ceará, como resultado da solução encontrada para o litígio territorial entre esses dois estados. O Ceará reconheceu a jurisdição do Piauí sobre o município de Amarração (Luís Correia) e em troca o Piauí ofereceu dois importantes municípios piauienses: Independência e Príncipe Imperial.
Com a expansão da Estrada de Ferro de Sobral-Camocim para o Piauí, em 1911, as terras de Crateús foram cortadas pela ferrovia e, em 1912, duas estações de trem foram construídas no município: Crateús e Sucesso, e depois outras estações foram construídas em 1916 Poti, em 1918 Ibiapaba, em 1932 Oiticica e Santa Terezinha.

### Formação administrativa
No ano de 1832, a vila piauiense de Piranhas (Crateús) foi elevada à categoria de vila e distrito sob o nome de Príncipe Imperial do Piauí, sendo desmembrado de Castelo do Piauí pela lei geral nº 06-07-1832, com sede no núcleo de Piranhas. Em 1853 já tinha um distrito o Povoação de Pelo-Signal (atual município de Independência e compreendia as áreas dos atuais municípios de Quiterianópolis e Novo Oriente) sendo elevada à categoria de vila e desmembrada de Príncipe Imperial do Piauí (Crateús) no ano de 1857.
Em 1880, foi transferida da antiga província do Piauí para a província do Ceará através da Lei (decreto geral) Nº 3.020 de 22 de outubro de 1880. Em 1889, mudou o nome para Crateús tendo o nome oficializado através do Decreto de Lei Nº 01 de 2 de dezembro de 1889. Em 1911, foi elevado à categoria de cidade. Em 1920, o município já tinha 2 distritos: Barrinha (Ibiapaba) e Santana. Em 1929, o distrito Barrinha (Ibiapaba) muda o nome para Ibiapaba, e no mesmo ano é formado mais um distrito: Irapuã. Na divisão administrativa de 1933, Santana não figura como distrito municipal; no quadro só aparecia, além do distrito-sede, Graça, Ibiapaba, Irapuã e Tucuns. Em 1938. Irapuã é rebaixado a povoado, e Graça muda o nome para Chaves, e mais dois distritos são criados:Oiticica e Poti. Em 1944, Chaves muda o nome para Rosa. Em 1951, Irapuá novamente é elevado a categoria de distrito e é criado mais um distrito: Montenebo. Em 1955, mais um distrito: Santo Antonio. Em 1963, Ibiapaba se emancipa e anexa o distrito de Oiticica, e no mesmo ano Montenebo também se emancipa (com o nome de Monte Nebo). Em 1965, Crateús anexa o território dos extintos municípios de Ibiapaba e Montenebo (ex Monte Nebo).
Em 1996, Crateús forma mais cinco distritos: Assis, Curral Velho, Lagoa das Pedras, Realejo e Santana.
Atualmente o município é dividido em treze distritos: Crateús (sede), Assis, Curral Velho, Ibiapaba, Irapuã, Lagoa das Pedras, Montenebo, Oiticica, Realejo, Santana, Poti, Santo Antônio e Tucuns.

## Região de Planejamento do Ceará
A Lei Complementar Estadual nº 154, de 20 de outubro de 2015, define a nova composição da região de planejamento do Sertão dos Crateús, sendo a regionalização fixada em 13 municípios: Ararendá, Catunda, Crateús, Hidrolândia, Independência, Ipaporanga, Ipueiras, Monsenhor Tabosa, Nova Russas, Novo Oriente, Poranga, Santa Quitéria e Tamboril.
- Características geológicas e ambientais dominantes: Domínios naturais dos sertões e das serras áridas;
- Área territorial (km²) – (2010): 20.591,20;
- População – (2022): 76.390 pessoas;
- Densidade demográfica (hab./km²) – (2022): 25,62 habitantes por m²;[57]
- Taxa de urbanização (%) – (2010): 58,11;
- PIB (R$ mil) – (2012): 1.689.837,10;
- PIB per capita(R$) – (2012): 4.913,92;
- Porcentagem(%) de domicílios com renda mensal per capita inferior a ½ salário mínimo – (2010): 50,3%.

## Região Metropolitana de Crateús
Tramita na Assembleia Legislativa do Ceará o Projeto de Lei Complementar n° 07/17 que propõe a criação da Região Metropolitana de Crateús. O objetivo da proposta é agrupar todas as cidades da região do Sertão dos Crateús, formada pelos municípios de Independência (Ceará), Novo Oriente, Ipaporanga, Poranga, Ararendá, Nova Russas, Ipueiras (Ceará), Hidrolândia (Ceará), Catunda, Monsenhor Tabosa, Tamboril (Ceará) e Crateús.

## Subdivisão

### Bairros

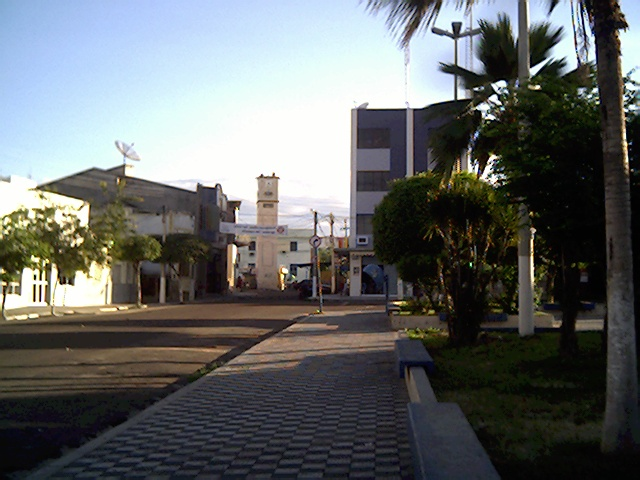
Centro da cidade de Crateús

Atualmente Crateús está dividida em 32 bairros (divididos por zonas). São eles:
- Distrito Comercial (Centro);
- Bairro São Vicente;

Zona Sul:
- Bairro do Aeroporto;
- Morada dos Ventos II;
- Bela Vida;
- Campo Velho;
- Planalto;
- Planaltina;
- Cidade Universitária;

Zona Leste:
- Distrito Industrial;
- Nova Terra;
- Ipase;
- Maratoan;
- Santa Luzia;
- Morada dos Ventos I
- Fátima II
- Cidade Universitária Leste

Zona Norte:
- Cidade Nova (Ilha);
- Patriarcas;
- Cidade 2000
- Cajás;
- Dom Fragoso;
- Nossa Senhora das Graças;
- Venâncios I,
- Venâncios II;
- José Rosa;

Zona Oeste:
- Altamira;
- Fátima I
- Ponte Preta;
- São José;

## Transportes

#### Rodoviário
Crateús está situado á 350 quilômetros de Fortaleza, o acesso rodoviário é feito pela pela BR-226 ou pela BR-020 (Rodovia Brasília-DF - Fortaleza-CE) que liga o Ceará ao Piauí e, consequentemente, ao Maranhão e ao Pará. além do terminal rodoviário de Crateús, onde se concentram as linhas intermunicipais e interestaduais. O sistema de transporte rodoviário (alternativo)  da cidade é o Cooperativismo (Coopetranscrat) regulamentado pelo estado, órgão do Governo estadual, enquanto que o trânsito de veículos é fiscalizado pela Guarda municipal de Crateús (GMC). O transporte coletivo aguada licitação para ser implantado, o mesmo será realizado por ônibus e é denominado Sistema Integrado de Transportes de Crateús e região (SIT-CRAT). O sistema deve proporcionar ao usuário opções de deslocamento e acesso às diferentes zonas da cidade por meio da integração de tarifa única em terminais regionais. A rede é baseada em três tipos de linhas: as que fazem integração bairro-terminal, as que integram o terminal ao centro da cidade ou ainda a outro terminal.

#### Metroviário

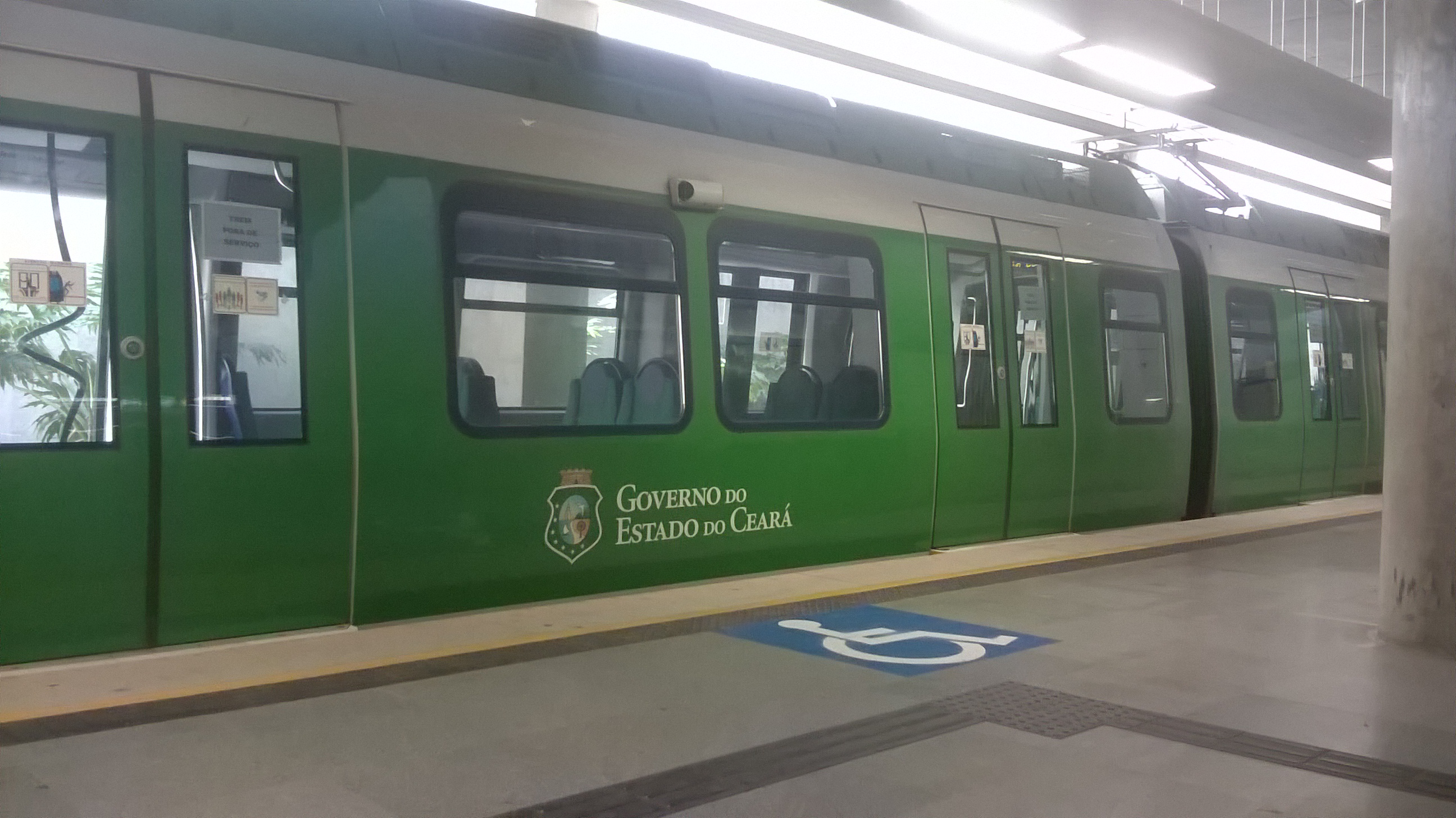
VLT do Estado do Ceará.

O sistema de VLT está em fase de projeto e será operado pela Companhia Cearense de Transportes Metropolitanos, empresa de capital social capitaneada pelo Governo do Estado do Ceará e tem como atual presidente Eduardo Hotz. Fundada em 2 de maio de 1997, a companhia é responsável pela administração, construção e planejamento metroviários no estado do Ceará, estando presente nos sistemas de Sobral, Cariri e Grande Fortaleza.
Atualmente a ferrovia na região dos Sertão de Crateús é utilizada para o transporte de cargas pela Ferrovia Transnordestina Logística. O governo do Ceará estuda a reativação do transporte de passageiros nas regiões de Iguatu e de Crateús. A licitação das obras civis do VLT  foi orçada no valor de R$ 50,9 milhões, a licitação prevê a contratação de uma empresa que deveria realizar a construção de 20 km de vias singelas (além de via duplicada na região das estações) e 15 estações, o sistema será o quarto a ser inaugurado no estado e atualmente transporta 1,5 mil passageiros por dia em todo o Ceará.

#### Aeroviário
O Aeroporto Regional de Crateús (Doutor Lúcio Lima)  está localizado na Rodovia Estadual CE-187, Bairro Campo Velho distante 5 km do centro da Cidade. Denomina-se Aeroporto regional pelo fato de atender 20 cidades em dois estados diferentes (Ceará e Piauí), ajudando o estado cearense movimentar mais de 24 mil passageiros ao mês. Com um movimento intenso de aeronaves de pequeno porte e médio, o aeroporto de Crateús é de total e fundamental importância para os empresários que possuam aeronave ou utilizem o táxi aéreo. Foi reinaugurado no dia 18 de fevereiro de 2020.  Possui uma pista de 1800m de asfalto. Tem área de embarque e desembarque de passageiros dotada de raios-x de raquete (mão), de corpo e bagagem de mão, é todo climatizado, dotado de porta automática, pequenos quiosques, uma lanchonete e um terraço panorâmico climatizado. Geralmente recebe aviões de pequeno porte como Caravan, Brasília e Bandeirante, operados por empresas de táxi aéreo, e aeronaves de médio porte como ATR-42, ATR-72 e EMB-190 da Embraer, operados por empresas de aviação regional e Nacional. E está apto a receber aviões de grande-médio porte como os Boeing 737-300, Boeing 737-700, Fokker - 100, AIRBUS - A320 e EMB -190 e EMB - 195 da Embraer, entre outros jatos particulares.

## Administração
O poder político em Crateús é representado pelo prefeito, vice-prefeito e secretários municipais e administração municipal localiza-se na sede. Para o prefeito criar alguma lei, é preciso a aprovação do Poder Legislativo, sendo este composto pela Câmara dos Vereadores que conta com 15 parlamentares (vereadores). São símbolos oficiais do município o brasão, a bandeira e o hino. O primeiro prefeito foi Tomás Catunda Filho (1912-1915).

### Poderes
Legislativo
O poder legislativo em Crateús é representado pela Câmara de Vereadores, que são responsáveis pela apreciação e aprovação de leis municipais além da realização de audiências públicas. O município é representado por um total de 15 vereadores.
Executivo
O Poder Executivo do município de Crateús é representado pelo prefeito, vice-prefeito e secretários municipais, seguindo o modelo proposto pela Constituição Federal.
A prefeitura, atualmente (ou seja, durante a administração de Marcelo Machado (SD).), é composta por 15 secretarias, que seguem: Secretaria da Fazenda e Gestão Orçamentária; Secretaria da Mulher; Secretaria de Administração e Modernização; Secretaria de Agricultura, Abastecimento e Produção; Secretaria de Comunicação; Secretaria de Desenvolvimento Econômico; Secretaria de Desenvolvimento Social; Secretaria de Educação, Esporte e Lazer; Secretaria de Governo e Projetos Estratégicos; Secretaria de Infraestrutura, Transporte e Serviço Público; Secretaria de Juventude; Secretaria de Planejamento Urbano e Meio Ambiente; Secretaria de Saúde; Secretaria de Trânsito. Existe também uma secretaria especial que cuida dos assuntos ligados a cultura, que é a Fundação Cultural de Crateús. As superintendências do município são: Superintendência de Tecnologia da Informação (STI); Superintendência de Turismo (SETUR) e  Superintendência de Desportos e Lazer (SUDEL). A  Assessoria Jurídica de Crateús (AJICRAT); Controladoria Geral do Município (CGM); Procuradoria Geral do Município (PGM); Ouvidoria Geral do Município (OGM); Comissão Permanente de Licitação (CPL); e Patrimônio Municipal de Crateús são órgãos ligados à prefeitura que auxiliam na gestão do município.
Judiciário
Crateús conta com vários órgãos do Poder Judiciário Estadual (Tribunal e Justiça do Estado). Juizados Especiais Cíveis, Juizados Especiais Criminais, Promotoria de Justiça da Comarca de Crateús, Procuradoria da República no Município de Crateús (Ministério público federal) e Juízes de Direito (Fórum Desembargador José Olavo de Rodrigues Frota).

### Procuradoria geral do município
A Procuradoria Geral do Município é o órgão da estrutura organizacional da Prefeitura incumbido de assessorar a Administração Municipal em assuntos de natureza jurídica e de representar o Município judicial e extrajudicialmente em quaisquer situações em que ele seja parte.
A visão da Procuradoria visa a regularização dos atos administrativos, atualização da legislação municipal, prática de atos administrativos preventivos do patrimônio público, prestação de assessoria consultiva a todas as secretarias e ao gabinete do prefeito visando evitar que atos administrativos sejam contestados, aumento da arrecadação municipal.

## Geografia

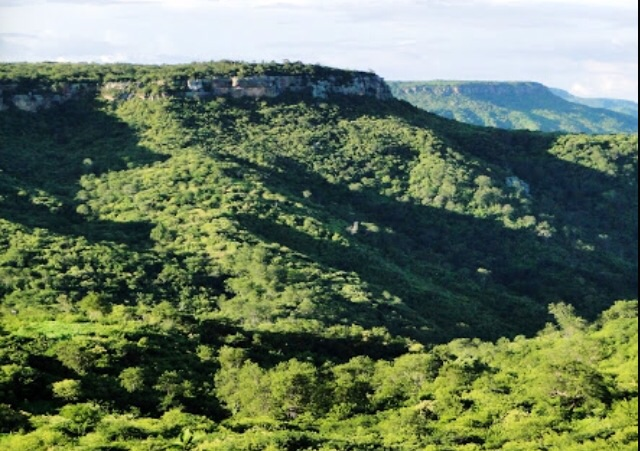
Serra dos Tucuns no período das chuvas

As terras de Crateús fazem parte da Depressão geografia) sertaneja , tendo ao oeste do município a Serra da Ibiapaba (Serra Grande), com elevações próximas dos 700 metros. Os solos são: lanossolos, latossolos e podzólicos.

### Vegetação
A predominância da caatinga arbórea (floresta caducifólio espinhosa), caatinga arbustiva aberta, mata seca (floresta sub-caducifólio tropical pluvial) e a vegetação de carrasco, xerofitia arbustiva densa de caules finos.

### Clima
| Maiores acumulados de precipitação em 24 horas registrados em Crateús por meses (INMET) | Maiores acumulados de precipitação em 24 horas registrados em Crateús por meses (INMET) | Maiores acumulados de precipitação em 24 horas registrados em Crateús por meses (INMET) | Maiores acumulados de precipitação em 24 horas registrados em Crateús por meses (INMET) | Maiores acumulados de precipitação em 24 horas registrados em Crateús por meses (INMET) | Maiores acumulados de precipitação em 24 horas registrados em Crateús por meses (INMET) |
| Mês                                                                                     | Acumulado                                                                               | Data                                                                                    | Mês                                                                                     | Acumulado                                                                               | Data                                                                                    |
| --------------------------------------------------------------------------------------- | --------------------------------------------------------------------------------------- | --------------------------------------------------------------------------------------- | --------------------------------------------------------------------------------------- | --------------------------------------------------------------------------------------- | --------------------------------------------------------------------------------------- |
| Janeiro                                                                                 | 113,6 mm                                                                                | 26/01/2005                                                                              | Julho                                                                                   | 30 mm                                                                                   | 26/07/1973                                                                              |
| Fevereiro                                                                               | 101,8 mm                                                                                | 03/02/1967                                                                              | Agosto                                                                                  | 43,1 mm                                                                                 | 08/08/2008                                                                              |
| Março                                                                                   | 140,2 mm                                                                                | 27/03/1967                                                                              | Setembro                                                                                | 53 mm                                                                                   | 30/09/1973                                                                              |
| Abril                                                                                   | 97 mm                                                                                   | 24/04/1967                                                                              | Outubro                                                                                 | 46,3 mm                                                                                 | 11/10/1984                                                                              |
| Maio                                                                                    | 81,3 mm                                                                                 | 18/05/1968                                                                              | Novembro                                                                                | 122,1 mm                                                                                | 24/11/1995                                                                              |
| Junho                                                                                   | 37 mm                                                                                   | 12/06/1969                                                                              | Dezembro                                                                                | 134,2 mm                                                                                | 29/12/1967                                                                              |
| Período: 1962 a 1970, 1973 a 1984, 1990 e a partir de 1995                              |                                                                                         |                                                                                         |                                                                                         |                                                                                         |                                                                                         |

Tropical quente semiárido com índice pluviométrico de 740 milímetros (mm) por ano, com chuvas concentradas de janeiro a maio e temperatura média compensada anual de 27 ºC, com tempo de insolação de aproximadamente 2 665 horas anuais.
Segundo dados do Instituto Nacional de Meteorologia (INMET), referentes ao período de 1962 a 1970, 1973 a 1984, 1990 e a partir de 1995, a menor temperatura registrada em Crateús foi de 12 ºC em 13 de fevereiro de 1963, sendo até hoje a menor temperatura mínima já registrada no Ceará. A maior atingiu 39,8 ºC em 22 de dezembro de 2005. O maior acumulado de precipitação (chuva) observado em 24 horas foi de 140,2 mm em 27 de março de 1967. Outros grandes acumulados foram 134,2 mm em 29 de dezembro de 1967, 133,8 mm em 20 de março de 2003, 124,2 mm em 24 de março de 2003, 122,1 mm em 24 de novembro de 1995, 119,9 mm em 23 de março de 1997, 113,6 mm em 26 de janeiro de 2005, 113,4 mm em 12 de janeiro de 2004, 109,4 mm em 11 de janeiro de 1999 e 101,8 mm em 3 de fevereiro de 1967. Em janeiro de 2004 foi registrado o maior volume de chuva em um mês, de 644,3 mm.
| Dados climatológicos para Crateús | Dados climatológicos para Crateús | Dados climatológicos para Crateús | Dados climatológicos para Crateús | Dados climatológicos para Crateús | Dados climatológicos para Crateús | Dados climatológicos para Crateús | Dados climatológicos para Crateús | Dados climatológicos para Crateús | Dados climatológicos para Crateús | Dados climatológicos para Crateús | Dados climatológicos para Crateús | Dados climatológicos para Crateús | Dados climatológicos para Crateús |
| Mês | Jan                               | Fev                               | Mar                               | Abr                               | Mai                               | Jun                               | Jul                               | Ago                               | Set                               | Out                               | Nov                               | Dez                               | Ano                               |
| --- | --------------------------------- | --------------------------------- | --------------------------------- | --------------------------------- | --------------------------------- | --------------------------------- | --------------------------------- | --------------------------------- | --------------------------------- | --------------------------------- | --------------------------------- | --------------------------------- | --------------------------------- |
| Temperatura máxima recorde (°C) | 37,2                              | 37,1                              | 37,1                              | 36,7                              | 37                                | 36,5                              | 35,8                              | 37,9                              | 37,6                              | 38                                | 38,3                              | 39,8                              | 39,8                              |
| Temperatura máxima média (°C) | 33,6                              | 32,8                              | 32                                | 31,1                              | 31,7                              | 32,3                              | 33,1                              | 34,2                              | 35,5                              | 36                                | 35,7                              | 35,1                              | 33,6                              |
| Temperatura média compensada (°C) | 27,6                              | 26,7                              | 26,1                              | 25,6                              | 25,8                              | 25,8                              | 26,5                              | 27,4                              | 28,8                              | 29,5                              | 29,6                              | 29                                | 27,4                              |
| Temperatura mínima média (°C) | 23,2                              | 22,6                              | 22,5                              | 22,2                              | 21,7                              | 20,6                              | 20,7                              | 21,5                              | 22,8                              | 23,4                              | 23,7                              | 23,7                              | 22,4                              |
| Temperatura mínima recorde (°C) | 17                                | 12                                | 16,4                              | 17,2                              | 12,1                              | 14,9                              | 13,5                              | 15,5                              | 17,8                              | 19,4                              | 13,8                              | 16,2                              | 12                                |
| Precipitação (mm) | 117,4                             | 122,5                             | 183,6                             | 178,7                             | 67,1                              | 13,1                              | 6,8                               | 7,1                               | 0,7                               | 6,5                               | 11,1                              | 23,8                              | 738,4                             |
| Dias com precipitação (≥ 1 mm) | 7                                 | 9                                 | 13                                | 13                                | 7                                 | 2                                 | 2                                 | 1                                 | 0                                 | 1                                 | 1                                 | 2                                 | 58                                |
| Umidade relativa compensada (%) | 62,9                              | 70,8                              | 76,7                              | 81,1                              | 73,8                              | 64,5                              | 54,7                              | 47,8                              | 43,1                              | 42,4                              | 44,4                              | 51,8                              | 59,5                              |
| Insolação (h) | 183,3                             | 180,3                             | 174,6                             | 159,2                             | 201,3                             | 219,6                             | 252,2                             | 280,3                             | 276,8                             | 275,9                             | 242,8                             | 218,5                             | 2 664,8                           |
| Fonte: Instituto Nacional de Meteorologia (INMET) (normal climatológica de 1981-2010; recordes de temperatura de 1962 a 1970, 1973 a 1984, 1990 e a partir de 1995) |                                   |                                   |                                   |                                   |                                   |                                   |                                   |                                   |                                   |                                   |                                   |                                   |                                   |

## Hidrografia e recursos hídricos
O município encontra-se dentro da Bacia do Rio Parnaíba, a única bacia hidrográfica do estado que não deságua no próprio estado. Devido a esse fator, as microbacias do município são relativamente pequenas e curtas, pois seus rios e riachos nascem no próprio município, limitando seu aporte e volume de água. Todos os rios dos municípios são intermitentes, secam na estação seca. Os principais açudes são: Carnaubal, Açude Realejo e Açude de Fronteiras. Todos são monitorados pelas COGERH (Companhia de Gestão e Recursos Hídricos do Estado do Ceará). As principais fontes de água fazem parte da bacia do Parnaíba, tendo como principal rio o Poti. O município possui diversos açudes, dentre os quais destacam-se os de maior porte como os açudes: Carnaubal ou Grota Grande e Realejo. No momento esta sendo construído o Açude Fronteiras, no leito no rio poti ao norte do município, um açude com capacidade de acumular 488.180.000 metros cúbicos de água.

### Açude Carnaubal
Com conclusão no ano de 1990, o açude Carnaubal ou Grota Grande tem capacidade máxima de acumulação de água de 87.690.000 milhões de m³. É o atual e único açude responsável pelo abastecimento urbano da sede do município. A construção desse reservatório foi fundamental para minimizar os problemas com falta de água que eram frequentes no município. Está localizado no leito do Riacho do Meio no distrito de Santo Antônio dos Azevedos.

### Açude Realejo

Cânion do rio Poti em Crateús

Com conclusão de construção no ano de 1980, o açude tem capacidade máxima de acumulação de água de 31.551.120 milhões de m³, está localizado no leito do riacho Carrapateiras.

### Açude Fronteiras
O nome açude Fronteiras se dá pelo fato da amplitude do mesmo já está sendo construído no leito do Rio Poti desde o ano de 2009, com o intuído de monitorar enchentes provenientes de riachos e rios que devem desaguar no mesmo, e a alta demanda populacional do município. Terá capacidade de 488.180.000 milhões de m³ assumirá posteriormente o posto de abastecimento urbano da sede do município e para abastecimento de pequenas comunidades no seu entorno, também como forma de perenização do Rio Poti.

### Rio Poti
É principal rio do município, pelo fato do município se desenvolver em suas margens. sua nascente é na Serra dos Cariris Novos, município de Quiterianópolis e segue no sentido sul–norte passando por Novo Oriente até a cidade de Crateús, onde flui no sentido sudeste–noroeste, passando pela cidade de Teresina, Piauí, onde atravessa a Floresta Fóssil de Teresina e deságua no rio Parnaíba. Em seu leito foram construídas duas barragens: o Açude Flor do Campo, no município de Novo Oriente e o Açude Carnaubal, bem como a barragem de aproximadamente 800 metros, com paredes de concreto, que abastece Crateús e região.

## Economia

### Aspectos socioeconômicos
A maior concentração populacional encontra-se na zona urbana. A sede do município dispõe de abastecimento de água, fornecimento de energia elétrica, serviço telefônico, agência de correios e telégrafos, serviço bancário, hospitais, hotéis, ensino de 1° ao 3° grau de ensino médio e de formação universitária, também conta com a construção de uma biblioteca pública (Biblioteca Municipal Norberto Ferreira) e um teatro (Teatro Rosa de Moraes, mais conhecido como Casa da Rosa). Destaca-se ainda o 40º BI - Quadragésimo Batalhão de Infantaria com sede nessa cidade, situado no bairro dos Venâncios, à margem direita da BR-226 - Saída para a cidade de Independência que teve sua instalação e inauguração no ano de 1954 com o nome de 4º Batalhão Ferroviário e posteriormente passou a denomina-se de 4º BEC (Batalhão de Engenharia e Construção).
A partir de Fortaleza o acesso ao município, pode ser feito por via terrestre através da rodovia Fortaleza/Canindé/Independência BR-020/BR-226 ou Fortaleza/Canindé/Santa Quitéria BR-020/CE-257/CE-176 ou  ainda via Fortaleza/Tianguá BR-222 até a vila de Aprazível, local por onde se segue através de rodovias do estado passando pelos municípios de Cariré, Varjota, Reriutaba, Pires Ferreira, Ipu, Ipueiras, Nova Russas até alcançar a sede do município. As demais vilas, lugarejos, sítios e fazendas são acessíveis (com franco acesso durante todo o ano) através de estradas estaduais, asfaltadas ou carroçáveis.

## Segurança pública
Crateús conta com várias companhias e postos de patrulhamento entre elas a Polícia Militar do Ceará, Polícia Civil e Guarda municipal de Crateús que é a instituição que complementa as atividades de segurança pública. O município também ostenta uma base centro Integrado de Operações de Segurança (CIOPS), órgão estadual de vigilância, controle e assistência emergencial cujo sistema congrega Polícia Militar, Polícia Civil, Corpo de Bombeiros, Guarda Municipal, Autarquia Municipal de Trânsito, SAMU, entre outras instituições.
Todas as companhias presentes em Crateús
- Polícia Militar do Ceará (PMCE)
- Batalhão de Polícia Comunitária (BPCOM)
- Comando de Policiamento de Rondas e Ações Intensivas e Ostensivas (CPRAIO),
- Batalhão de Policiamento de Rondas de Ações Intensivas e Ostensivas (BPRAIO)
- Batalhão de Polícia de Meio Ambiente (BPMA)
- Batalhão de Policiamento Rodoviário Estadual (BPRE)
- Regimento de Polícia Montada (RPMONT)
- Força Tática de Apoio (FTA)
- Batalhão de Policiamento de Eventos (BPE)
- Batalhão de Policiamento de Turismo (BPTUR)
- RONDA - Pertence ao BPCOM
- Coordenadoria Integrada de Operações Aéreas (CIOPAER) - Pertence à SSPDS
- Batalhão de Polícia de Choque (BPCHOQUE)
  - 1ª Cia - COTAM - Comando Tático Motorizado
  - 2ª Cia - CDC - Companhia de Controle de Distúrbios Civis
  - 3ª Cia - GATE - Grupo de Ações Táticas Especiais
  - 4ª Cia - CPCÃES - Companhia de Policiamento com Cães
  - 5ª Cia - BEPI - Batalhão especializado de policiamento do interior
- Batalhão de Policiamento de Divisas (BPD)

## Saúde pública

### Hospital de Referência Regional São Lucas (HRC)
O Hospital Regional São Lucas, Popularmente HRC (Hospital Regional de Crateús), é o maior hospital público da rede da Secretaria Estadual da Saúde do Ceará, na região dos Sertão dos Crateús, cujo administrado pela Sociedade Beneficente São Camilo, é referência para o três Microrregiões, abrangendo dois estados (Sertão dos Crateús, Sertão dos Inhamuns e até Microrregião de Campo Maior no estado do Piauí) atende média e alta complexidade, regional, estadual e interestadual, especializado em clínica médica, cirurgia geral, cirurgia oncológica, terapia intensiva adulto, fisioterapia, fonoaudiologia, serviço social, psicologia, farmácia clínica, serviço de nutrição e dietética.

### Hospital Municipal Gentil Barreiras
Hospital Municipal de Crateús, ou Centro de Especialidades Gentil Barreiras, cobre baixa e média complexidade, atende exclusivamente a cidade de Crateús.

### Unidade de Pronto Atendimento 24 Horas
Unidade de Pronto Atendimento de Crateús - UPA 24h Dr. Olavo Cardoso, Situada no Bairro Cidade Nova (Bairro da Ilha). (Estadual). É responsáveis por concentrar os atendimentos de saúde de média complexidade do município, compondo uma rede organizada em conjunto com a atenção básica e a atenção hospitalar. A unidade também possui o objetivo de diminuir as filas nos prontos-socorros dos hospitais da cidade, evitando que casos de menor complexidade sejam encaminhados diretamente para as unidades hospitalares, além de ampliar a capacidade de atendimento do Sistema Único de Saúde (SUS) na região.

### Policlínica Regional de Crateús
A Policlínica Raimundo Soares Resende, atende a 302.148 moradores dos municípios da região Crateús, prestada uma gama alargada de cuidados de saúde, incluindo serviços de diagnóstico e de tratamento ambulatório, sem necessidade de internamento.  oferece os serviços de um leque diversificado de profissionais de saúde, incluindo médicos e enfermeiros de múltiplas especialidades. A policlínica de Crateús foi inaugurada em 14 de Março de 2014, pelo então secretário de Saúde do Estado do Ceará, Ciro Gomes, atendendo a 15ª região de saúde que corresponde aos 11 municípios da região de Crateús.

## Saúde privada

### Unimed Regional de Crateús
A Unimed Crateús atua desde 2001 como operador de planos de saúde no município. O Hospital da Unimed em Crateús é referência regional, é especializado em clínica médica, cirurgia geral, cirurgia oncológica, terapia intensiva adulto, fisioterapia, fonoaudiologia, serviço social.

### Clinicas
Destacam-se no municípios clinicas , especializadas em diversas áreas.
- Climec (Clinica Médica de Crateús)
- Laboclínica
- Clínica São Camilo
- Clínica Regional Oftalmológica de Crateús
- Cliniafagu Crateús
- Centro Integrado de Cirurgia Oftalmológica  (CINCO)
- Laboratório de Analises Clinicas Dr José Maria Leitão
- Clinica AMO

## Cultura

### Cultura popular
Produtos regionais
O artesanato indígena, principalmente o potyguara é muito comum na cidade. Na produção indígena se destaca a cerâmica, adornos, objetos em palha, barro e tecelagem. Também se destaca o artesanato rural como arreio, berrante e agro produtos. Em prédios públicos como a Casa do Artesão há disponível várias opções. Há também a Praça de Fátima, onde é comercializado trabalhos manuais.
Costumes
Diferente da capital do estado, os costumes em Crateús são a soma de povos que se radicaram na região, vindos de vários cantos do país, mais principalmente da Centro-Oeste, Região Sudeste e Norte do Brasil, além de imigrantes de outros países que vão de Portugueses até Chineses, transformando a cidade em um rico encontro de tradições, crenças e costumes.
Influência
Crateús foi colonizada pelo bandeirante Domingos Jorge Velho, que ao falecer em meados do final do século XVII deixou para a esposa (então viúva) Jerônima Cardim Fróis as vastas posses no Sertão nordestino. Dona Ávila em m 1721 arremata o rico vale de Crateús pela quantia de 4.000 cruzados e lhe foi dada a posse da fazenda Lagoa das Almas (distante 78 km do local onde hoje se erguera a  cidade de Crateús), Mais coube a baiana Luiza Coelho da Rocha Passos anos depois, erguer a primeira capela em Devoção ao Senhor do Bonfim, sendo enviada uma imagem do Estado da Bahia para a então fazenda Piranhas (Crateús),  hoje Santo padroeiro do município cuja influência católica no município é muito grande e percebe-se através dos costumes mais fortes da cultura local.
Culinária
A culinária crateuense é fruto de uma mistura de ingredientes europeus, indígenas e africanos. Muitos dos componentes das receitas e técnicas de preparo são de origem indígena, tendo sofrido modificações por parte dos portugueses e dos escravos oriundos da África. Esses faziam adaptações dos seus pratos típicos substituindo os ingredientes que faltassem por correspondentes locais. A feijoada à brasileira, prato típico do país, é um exemplo disso. Os escravos trazidos ao Brasil desde meados do século XVI somaram à culinária nacional elementos como o azeite de dendê e o cuscuz. E as levas de imigrantes recebidas pelo país entre os séculos XIX e XX, vindos em grande número da Europa, trouxeram algumas novidades ao cardápio nacional e concomitantemente fortaleceram o consumo de diversos ingredientes.
As bebidas destiladas foram trazidas pelos portugueses ou, como a cachaça, produzida de forma caseira e destilada em alambiques de cobre, comumente fabricadas em algumas fazendas da região. Com a chegada de imigrantes europeus o vinho não só passou a ser consumido, como também produzido.
Na culinária municipal destaca-se o beiju, tapioca (estes as vezes acrescidos coco) e outros derivados de Mandioca como bolos e doces. Também destaca-se o tradicional manzape, preparado com massa puba de mandioca, mel de cana ou mel de rapadura, farinha de castanha de caju, erva doce e coco, quando pronto é envolvido em folhas de bananeira e assado em fornos a lenha. provém de origem indígena, das tribos que habitavam a região de Crateús e todo o oeste-norte do Ceará. Destacam-se também a rapadura, a batida e o tijolinho. estes provenientes da Cana-de-açúcar, E os doces de caju, amendoim, leite, castanha, goiaba entre outros.

## Religião
No município de Crateús a Igreja Católica é a religião hegemônica tendo deixado várias marcas na cultura crateuense. De acordo com último Censo do Instituto Brasileiro de Geografia e Estatística (IBGE) predomina o Catolicismo com 78% da população, o Protestantismo 10% e o Espiritismo com 2%.

### Catolicismo
A circunscrição eclesiástica da Igreja Católica no Brasil a Diocese de Crateús (Dioecesis Crateopolitana) foi erigida canonicamente pelo Papa Paulo VI, por meio da Constituição Apostólica Pro apostólico, de 28 de setembro de 1963, a partir de território desmembrado das dioceses de Iguatu e Sobral. A instalação da Diocese se deu a 9 de agosto de 1964, quando tomou posse seu primeiro bispo. É pertence à Província Eclesiástica de Fortaleza e ao Conselho Episcopal Regional Nordeste 1 da Conferência Nacional dos Bispos do Brasil, sendo sufragânea da Arquidiocese de Fortaleza. A sé episcopal está na Catedral Senhor do Bonfim, na cidade de Crateús.

#### Santo Padroeiro
Santo padroeiro do município de Crateús é o Senhor do Bonfim. Sendo enviada uma imagem do Santo Padroeiro do Estado da Bahia para a então fazenda Piranhas (hoje Crateús) pela baiana Luiza Coelho da Rocha Passos para a primeira capela erguida na região.

#### Situação geográfica e demografia
A Diocese está localizada no oeste do Estado do Ceará, tendo como limites a Arquidiocese de Teresina e as dioceses de Campo Maior, Iguatu, Picos, Quixadá, Sobral e Tianguá. Possuí uma área de 20.352,9 km2. Sua população é de 396.320 habitantes, com densidade demográfica de 18,1 hab/km2 (IBGE 2007). Possui 14 paróquias.
A diocese abrange 13 municípios, em três microrregiões:
- Microrregião do Sertão de Crateús: Ararendá, Crateús, Independência, Ipaporanga, Monsenhor Tabosa, Nova Russas, Novo Oriente, Quiterianópolis e Tamboril.
- Microrregião de Ipu: Ipueiras e Poranga.
- Microrregião do Sertão de Inhamuns: Parambu e Tauá.

#### Bispos de Crateús
|        | Nome                                  | Período     | Notas                                            |
| Bispos | Bispos                                | Bispos      | Bispos                                           |
| ------ | ------------------------------------- | ----------- | ------------------------------------------------ |
| 1º     | Dom Antônio Batista Fragoso           | 1964 - 1998 | Renunciou por limite de idade (Cân. 401, do CDC) |
| 2º     | Dom Jacinto Furtado de Brito Sobrinho | 1998 - 2012 | Nomeado arcebispo de Teresina                    |
| 3º     | Dom Ailton Menegussi                  | 2013        |                                                  |

### Protestantismo
Destacam-se no município a igreja Assembleia de Deus em várias denominações, Igrejas Batista, Congregação Cristã no Brasil, Igreja Universal do Reino de Deus, Igreja do Evangelho Quadrangular, Igreja Adventista do Sétimo Dia e Igreja Presbiteriana do Brasil.

## Meio-ambiente
Em Crateús encontra-se a Reserva Natural Serra das Almas que é reconhecida pela UNESCO como Posto Avançado da Reserva da Biosfera, detentor de 6.300 hectares de área protegida (entre Crateús no Ceará e parte de Buriti dos Montes no Piauí), que é abrigo de uma amostra significativa da Flora e Fauna da Caatinga, único bioma exclusivamente brasileiro. Também servindo de resguardo a três nascentes e espécies ameaçadas de extinção no Bioma.
Já a Serra da Ibiapaba (Serra Grande), localizada a 23 km do município, atravessa o Estado do Ceará de norte a sul no extremo oeste, limitando-o com o Piauí. Caracterizando-se como uma cuesta, seu relevo possui uma escarpa íngreme voltada para o Ceará e outra, cujo declive, é bastante suave e gradual em direção ao oeste, voltada para o Piauí. As altitudes médias são de 750m. De norte a sul e de leste a oeste, ocorrem variações nítidas de condições climáticas. Na sua vertente voltada para a Depressão Sertaneja cearense, em especial na parte nordeste de cuesta, possui vegetação tropical frondosa e densa, sendo considerada Mata Atlântica, por está em uma zona de transição possui microbiomas de cerrado, matas dos cocais, floresta amazônica e caatinga, em alguns pontos, estas vegetações aparecem mescladas. Tem rica fauna, com muitas aves, roedores e mamíferos de grande porte, como onça-parda, veado-campeiro e paca. Nesta região ocorre a mais intensas pluviosidades do território cearense, superior a 2.000mm. Por outro lado, percorrendo-se alguns quilômetros para oeste, as chuvas orográficas não são mais tão intensas e configuram um clima semiárido com vegetação de carrasco. Da mesma forma, do norte para o sul, vão diminuindo as pluviosidades, o que resulta na predominância da caatinga na parte sul da cuesta, particularmente após o boqueirão geograficamente constituído pelo Rio Poti a área destaca-se na função de produção rural, o que desencadeou o desenvolvimento da agricultura familiar em Crateús com destaque para a grande produção de milho e feijão, no sopé dos ricos vales da Serra grande.
Já o Rio Poti é principal rio do município, cujo município se desenvolvera em suas margens. O Poti nasce na Serra dos Cariris Novos, município de Quiterianópolis, e segue no sentido sul–norte passando por Novo Oriente até a cidade de Crateús, onde flui no sentido sudeste–noroeste, passando pela cidade de Teresina, Piauí, onde atravessa a Floresta Fóssil de Teresina e deságua no rio Parnaíba. Em seu leito foram construídas duas barragens: o Açude Flor do Campo, no município de Novo Oriente, bem como a barragem de aproximadamente 800 metros, com paredes de concreto, que abastece Crateús e região. Já pertenceu totalmente ao Estado do Piauí, até o ano de 1880. O Decreto Régio 3.012 de 22 de outubro do mesmo ano, assinado por Dom Pedro II, entregou ao Ceará as nascentes do Rio Poti até o ponto do Boqueirão, na Serra da Ibiapaba. Na região existiam as cidades de Independência (Ceará) e Príncipe Imperial, hoje Crateús.

## Esporte
O município de Crateús tornou-se nacionalmente conhecido no futebol de salão ao conquistar o Campeonato Cearense de Futsal em 2013, que classificou a equipe para Taça Brasil de Futsal de 2014, a mesma sediada na cidade de Crateús. nesta edição, o clube sagrou-se campeão de forma invicta. O clube, que disputaria a Copa Libertadores de Futsal de 2015, foi punido pela CBFS. O Ginásio Poliesportivo Deromí Melo, tem capacidade para 5.500 pessoas, e é o maior e mais moderno de toda a Mesorregião dos Sertões Cearenses.
No futebol o Clube Atlético Crateús e o Crateús Esporte Clube representam a cidade:[carece de fontes?]

### Clube Atlético Crateús
O Clube Atlético Crateús ou Atlético Crateús, é um clube de futebol brasileiro, sediado na cidade de Crateús, estado do Ceará. Fundado em 1 de janeiro de 2021, o clube disputa a 3ª (Terceira) divisão do Campeonato Cearense de Futebol. Suas cores são o Laranja, Verde e branco. Manda seus jogos no Estádio Juvenal Melo, (Jumelão) que tem capacidade para 6.000 pessoas. Seu maior rival é o Crateús Esporte Clube, com quem disputa o clássico local.[carece de fontes?]

### Crateús Esporte Clube
O Crateús Esporte Clube é o clube clube multe esportivo que representa a cidade. Fundado em 2001, suas cores são o amarelo, o azul e o branco.

No futebol, manda seus jogos no Juvenal Melo, (Jumelão) que tem capacidade para 6.000 pessoas.

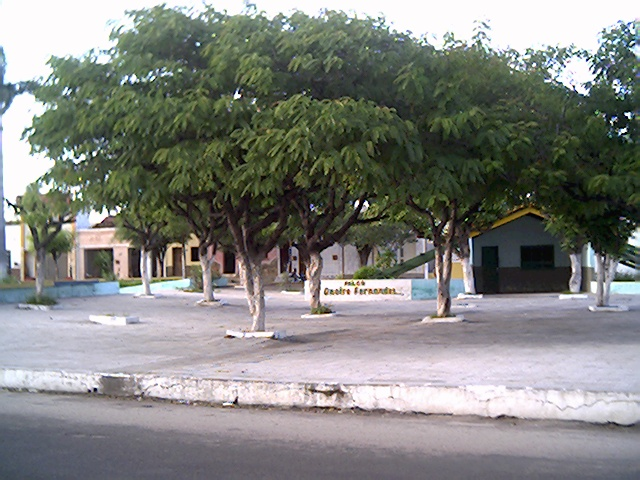
Praça do Barrocão

## Cidades irmãs
Cidades-irmãs é uma iniciativa do Núcleo das Relações Internacionais, que busca a integração entre a cidade e demais municípios nacionais e estrangeiros. A integração entre os municípios é firmada por meio de convênios de cooperação, que têm o objetivo de assegurar a manutenção da paz entre os povos, baseada na fraternidade, felicidade, amizade e respeito recíproco entre as nações. Oficialmente, Crateús possui como cidade irmã:
- Teresina, Brasil[144]
- Barreiras, Brasil[144]

## Educação superior
Crateús se caracteriza como o principal polo educacional para a Região do Sertão de Crateús, contando com as seguintes instituições de ensino superior: 

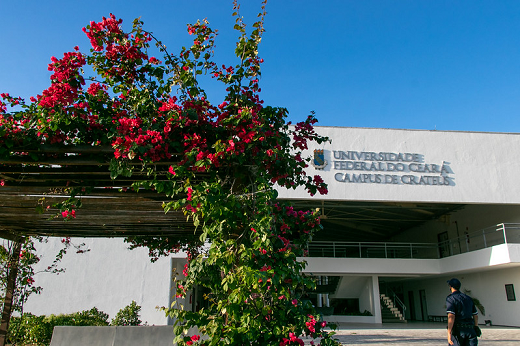
UFC - Campus de Crateús

- Faculdade Princesa do Oeste (FPO), que conta com as graduações em Análise e Desenvolvimento de Sistemas, Direito, Enfermagem, Fisioterapia, Psicologia, Serviço Social e Terapia Ocupacional;
- Universidade Estadual do Ceará (UECE), através da Faculdade de Educação e Ciências Integradas de Crateús (FAEC), que conta com as graduações em Medicina, Pedagogia, Ciências Biológicas, História e Química[145];
- Instituto Federal do Ceará (IFCE), que oferta os cursos de licenciatura em Física, Geografia, Letras (Português e respectivas literaturas), Matemática e Música e o bacharelado em Zootecnia;
- Universidade Federal do Ceará (UFC), que oferta as graduações em Ciência da Computação, Engenharia Ambiental e Sanitária, Engenharia Civil, Engenharia de Minas e Sistemas de Informação e o Mestrado Profissional em Rede Nacional em Gestão e Regulação de Recursos Hídricos (PROFÁGUA);

## Crateuenses ilustres
- Antônio de Sampaio, militar patrono do Exército Brasileiro, herói da Guerra da Tríplice Aliança. Considerado um dos maiores militares da história do Brasil independente. Porém nascido na fazenda vitor, hoje distrito de Oliveiras, Tamboril (Ceará) (Intitulado cidadão Crateuense)[146][147]
- Dep. Antônio dos Santos, ex-Deputado federal pelo Ceará, elegeu-se deputado estadual em 1970, 1974, 1978, 1982 e 1986. Eleito presidente da Assembleia Legislativa do Ceará em 1981 e secretário de Administração, durante o governo Gonzaga Mota
- Beni Veras, político, 14° vice-governador do Ceará, 56° governador do Ceará, senador e 14° ministro do Planejamento, Orçamento e Coordenação,durante o governo de Itamar Franco.
- Carlos Felipe, médico e político, ex-prefeito de Crateús, eleito no ano de 2008 e reeleito em 2012, renunciando em 2014, para assumir seu primeiro mandato de Deputado estadual no mesmo ano e sedo reeleito ao mesmo posto em 2018.
- Expedito Machado da Ponte, empresário e político. Foi deputado estadual do Ceará, deputado federal pelo Ceará e ministro da Viação e Obras Públicas no governo durante João Goulart.
- Walter Cavalcante, ex-vereador de Fortaleza e ex-deputado estadual do Ceará.
- Vicente de Paulo Reinaldo (Paulo Negão), Pai da 37.ª Primeira-dama da República Federativa do Brasil Michelle Bolsonaro.[148]